# Triosa

El gliceraldehído es una aldotriosa porque el grupo carbonilo se encuentra al final de la cadena.

La dihidroxiacetona es una cetotriosa porque el grupo carbonilo se encuentra en el centro de la cadena.

Las triosas son monosacáridos formados por una cadena de tres átomos de carbono. Su fórmula empírica es (CH2O)n, donde se presenta un valor igual o mayor a 3. Como en los demás monosacáridos, en las triosas aparecen los grupos cetona y aldehído, también llamados genéricamente grupos funcionales carbonilo. Si llevan la función cetona se les nombra añadiendo el prefijo ceto- y si llevan el grupo aldehído se añade el prefijo aldo-, de modo que los compuestos se llamarán aldotriosas (o gliceraldehído) y cetotriosas (o dihidroxiacetona). Las triosas tienen gran importancia en el metabolismo de los hidratos de carbono y de la respiración.